# Fair Trials
A Fair Trials (teljes nevén: Fair Trials International, magyarul Tisztességes tárgyalások) az Egyesült Királyságban nyilvántartásba vett civil szervezet, amely a tisztességes tárgyalásokhoz való jog nemzetközi igazságügyi normáknak megfelelő biztosításáért dolgozik, és azoknak a jogait védi, akiket nem a saját országukban helyeznek vád alá.
A Fair Trials az ügyviteli gyakorlatán keresztül egyedi jogi segítséget nyújt. Emellett célzott képzéssel, mentorálással és hálózati tevékenységgel épít a helyi jogképességre is.

## Történet
A Fair Trialst Stephen Jakobi ügyvéd Fair Trials Abroad néven alapította, válaszul Karen Smith, egy Thaiföldön kábítószer-csempészet miatt letartóztatott brit állampolgár ügyére.

## Esettanulmányok
A Fair Trials évente mintegy 500 személyt segít, és folyamatosan mintegy 50 esetnél nyújt segítséget. Ügyvédek hálózatát, valamint diplomáciai, politikai és média kapcsolatokat használ fel az ügyfelei képviseletére. Az általuk kínált szolgáltatásért az ügyfeleknek nem számítanak fel díjat.
A Fair Trials számos kiemelkedő ügyben nyújtott segítséget.
Ezek közül az alábbiakban bemutatunk néhányat.
Louise Woodward: a Fair Trials fellépett Louise Woodward angol dajka esetében is, akit 1997-ben Amerikában tartóztattak le gyilkosság miatt, miután egy általa gondozott csecsemő meghalt. Woodwardot másodfokon is bűnösnek találták gyilkosság bűntettében, bár büntetését a fellebbezést követően csökkentették, minthogy a bíróság megállapította, hogy Louise cselekedete nem volt előre megfontolt, és hogy „ha ezen bizonyítékok alapján alperest újra, másodfokon is elítélik gyilkosságért, az bírói tévedés lenne.” 2007-ben, tíz évvel később, a bűnügyi eljárás egyik koronatanúja megváltoztatta a tényállást, azt állítva: „A tudomány mai állása szerint felmentenék Louise-t. Visszatekintve minden bizonnyal kétség merül fel bűnösségével kapcsolatban”.
Ian Stillman: 2000. augusztusban Ian Stillman süket jótékonysági munkást letartóztattak Indiában, 20 kilogramm kannabisz csempészésének vádjával, miután a drogot egy olyan taxiban találták meg, melyet megosztott valakivel. A kezdetektől fogva hangoztatta ártatlanságát. A Fair Trials a szabadon bocsátásáért kampányolt, és 2002-ben végül szabadon engedték, miután 2 évet töltött börtönben.
Görögországi repülőgép-mániások: 2001 novemberében egy 12 brit és két holland repülőgép-mániást tartoztattak le közösen kémkedés vádjával, miután feljegyzéseket készítettek egy görög légierő bázisán rendezett nyitott nap alatt. 2002-ben bűnösnek nyilvánították őket. A görög bíróságok a fellebbezés során megsemmisítették az ítéletet.
Ghánai lányok: 2007 júliusában két 16 éves lányt, Yetunde Diyat és Yasemin Vatansevert letartóztattak 6 kilogramm kokain birtoklásáért a ghánai Accra repülőtéren. A lányok azt állították, hogy nem tudták, hogy drogokat szállítanak. A Fair Trials International segítségével a lányok csak egyéves börtönbüntetést kaptak a maximális 3 éves büntetés helyett.
Andrew Symeou: 2008 júliusában Andrew Symeou egyetemi hallgatót alaptalanul vádolták meg egy nyaraló meggyilkolásával egy görög szigeten. Noha az ellene felhozott bizonyítékok alapvetően tévedésen alapultak és ártatlanságát be tudták bizonyítani, az európai elfogatóparancs alapján kiadták Görögországnak és egy évig börtönben tartották, mielőtt 2011-ben felmentették volna.

## Jelenlegi tevékenység
Az a négy kiemelt terület, ahol a Fair Trials tevékenykedik a következő:

### Az EU védelmi jogai
A Fair Trials az EU politikai döntéshozói számára részletes jelentéseket és szakmai tájékoztatókat  készít. Stratégiai peres eljárások indításán és képzéseken keresztül dolgozik az uniós jog megfelelő végrehajtása érdekében. Az európai büntetőeljárásokról és igazságszolgáltatási rendszerekről szóló „Tanácsok jegyzetének”  elkészítésével segít a helyi szakértelem megszerzéséhez. Ezenkívül a Fair Trials létrehozta a Jogi Szakértők Tanácsadó Testületét (LEAP) [16], amely az EU egészére kiterjedő büntető igazságszolgáltatás és emberi jogok szakértőinek hálózata, amely célja az igazságos és hatékony igazságügyi együttműködés előmozdítása Európában, valamint az EU munkájának tájékoztatása. a büntető igazságszolgáltatásról.

### Kiadatási reform
A Fair Trials e téren végzett munkája az európai elfogatóparancs reformjára irányuló kampányra összpontosít, amely egy gyorsított rendszer eredményezne a vádlottak átadására az egyik EU országból a másikba.
A Fair Trials számos olyan esetre rámutatott, amelyek bizonyítják, hogy az európai elfogatóparanccsal kapcsoltatos jelenlegi rendszer veszélyezteti a tisztességes eljáráshoz való jogot. Az Fair Trials különösen a következőkre hívta fel a figyelmet:
• Az európai elfogatóparancsot sokszor az állítólagos bűncselekmény elkövetése után sok évvel adják ki.
• A parancs kiadását követően nincs hatékony mód annak visszavonására, még akkor sem, ha a kiadatást már megtagadták.
• Az elfogatóparancsokat sokszor arra használják, hogy elítélteket egy másik EU-tagállamba küldjék egy tisztességtelen tárgyalás eredményeként kiszabott börtönbüntetés végrehajtására.
• Az elfogatóparancsokat gyakran arra használják, hogy a vádlottat abban az esetben is bírósági tárgyalásra kényszerítsék, ha a vádak a rendőrség brutalitása folytán kikényszerített bizonyítékokon alapulnak.
• Az elfogatóparancs alapján átadott vádlottaknak gyakran hónapokat vagy akár éveket is fogságban kell eltölteniük, mielőtt bíróságon megjelenhetnek, hogy ártatlanságukat bizonyítsák.

### INTERPOL
Az INTERPOL körözésekkel, különös tekintettel azok nemzetközi „körözött személyek” („Piros értesítések”) riasztásaival üldözni lehet a menekülteket, újságírókat és a békés politikai tüntetőket szerte a világon.
2013-ban a Fair Trials jelentést tett közzé, amely meghatározta az INTERPOL megújításának két kiváltképp kívánatos területét:
1.  Az INTERPOL eszközeivel való visszaélése megakadályozása a tagállamok támogatásával.
2.  Méltányosabb és transzparensebb eljárás létrehozása azon személyek számára, akik adatvédelmi szempontból kitettebbek egy INTERPOL eljárás során.
A Fair Trials több alkalommal találkozott az INTERPOL-lal a két szervezet közötti folyamatos párbeszéd részeként az INTERPOL rendszereivel való visszaélések megakadályozása érdekében.

### Előzetes letartóztatás
A Fair Trials 2011 óta kampányt folytat az előzetes letartóztatásokra vonatkozó nemzetközi emberi jogi normák szélesebb körű megértése és a gyakorlatban történő alkalmazása érdekében. Ez egy 2011. évi jelentéssel kezdődött, amelyet egy 2014. évi jelentés követett. Ezek a jelentések az előzetes letartóztatásokra vonatkozó uniós szintű minimumszabályok elfogadására szólítottak fel, értve alatta a következőket:
• Biztosítani kell azt, hogy az előzetes letartóztatásról szóló határozatok meghozása során tartsák tiszteletben a tisztességes eljáráshoz való jog teljesülésének minden szempontját.
• Csak akkor éljenek a kiadatás lehetőségével, ha az adott ügyet tárgyalásra már teljesen előkészítették.
• Szem előtt kell tartani az arányos fogva tartás elvét és meg kell vizsgálni a előzetes letartóztatás alternatíváinak alkalmazását;
• A fogva tartás feltételeit úgy kell biztosítani, hogy a fogvatartottak a lehető legjobb lehetőséget kapják meg a tárgyalásukra való felkészüléshez.

## Fordítás
Ez a szócikk részben vagy egészben  a   Fair Trials című angol Wikipédia-szócikk ezen változatának fordításán alapul.  Az eredeti cikk szerkesztőit annak laptörténete sorolja fel. Ez a jelzés csupán a megfogalmazás eredetét és a szerzői jogokat jelzi, nem szolgál a cikkben szereplő információk forrásmegjelöléseként.